# Notanthera heterophyllus
Notanthera heterophyllus là một loài thực vật có hoa trong họ Loranthaceae. Loài này được (Ruiz & Pav.) G.Don mô tả khoa học đầu tiên năm 1834.